# Michael van Althann

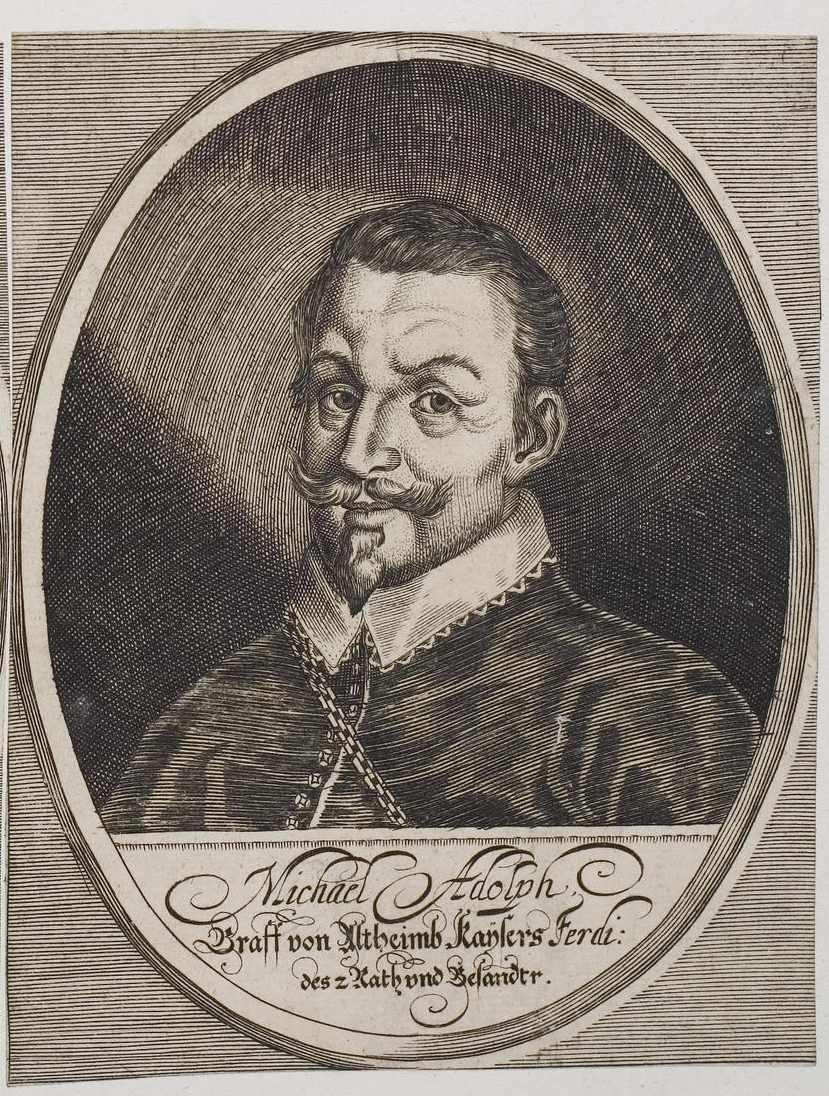

Michael Adolf graaf van Althann (1574 - 1638) was een Oostenrijks generaal tijdens de Vijftienjarige Oorlog tegen de Ottomanen en veldmaarschalk van het Heilig Roomse Rijk.
Althann vocht mee bij Struhlwelssenburg (1602) en bij de verdediging van Gran (1604) (het huidige Esztergom in Hongarije). Hij werd in 1607 benoemd tot keizerlijk veldmaarschalk. Daarna diende hij als commandant van de belangrijke vesting Raab (het huidige Győr in Hongarije) en als afgezant van het Heilige Roomse Rijk in Polen en Turkije.
In 1618 was hij een van de oprichters van de Orde van de Christelijke Militie in de Duitse landen.